# Papyrus 73
Papyrus73 (in de nummering van Gregory-Aland), of {\displaystyle {\mathfrak {P}}}73, is een handschrift op papyrus van Matteüs 25:43; 26:2-3. Op grond van schrifttype wordt het gedateerd in de 7e eeuw.
De Griekse tekst van deze codex wordt beschouwd als een voorbeeld van een Byzantijnse tekst, maar het overlevende gedeelte is te klein om daar zeker van te zijn. Aland plaatst het in Categorie V.
Het handschrift wordt bewaard in de Bibliotheca Bodmeriana (L) in Cologny, Genève.